# Claude-Anne de Rouvroy de Saint-Simon
Pour les autres membres de la famille, voir Maison de Rouvroy de Saint-Simon.
Claude-Anne de Rouvroy (né le 16 mars 1743 au Château de la Faye, Deviat, mort le 27 février 1819 à Pampelune ou Madrid), marquis de Saint-Simon et de Montblerú, puis « duc de Saint-Simon » (titre espagnol) est un militaire et homme politique français des XVIIIe et XIXe siècles.

## Biographie
Claude-Anne de Rouvroy de Saint-Simon fait ses études à l'École militaire  de Strasbourg, passe dans le régiment d'Auvergne comme cadet, et y fait ses premières armes.
À dix-huit ans, il entre comme lieutenant chef de brigade dans les gardes du roi Stanislas. Ayant reçu le brevet de colonel, il commande en 1771 le régiment de Poitou.
En 1773, Louis XV est témoin à son mariage (contrat du 1er avril 1773) avec Françoise-Louise Thomas de Pange, âgée de 17 ans, sœur de François de Pange et fille d'un conseiller Lorrain au Parlement. Elle meurt après quatre ans de mariage ayant donné naissance à deux enfants : un fils Hippolyte, qui meurt sur la neige de la suite de ses blessures pendant la guerre d'Espagne (Empire), et une fille Balbine, qui ne se marie pas et meurt en 1857, âgée de 80 ans.
En 1775, il commande le régiment de Turenne.
Promu maréchal de camp en 1780, passé au service de l'Espagne la même année, après un court séjour à la Martinique, il est embarqué en septembre 1781 sur l'escadre du comte de Grasse, comme commandant d'un corps expéditionnaire de 2 000 hommes envoyé en Amérique au secours des « Insurgents ». Il se distingue dans la campagne, particulièrementau siège de Yorktown.

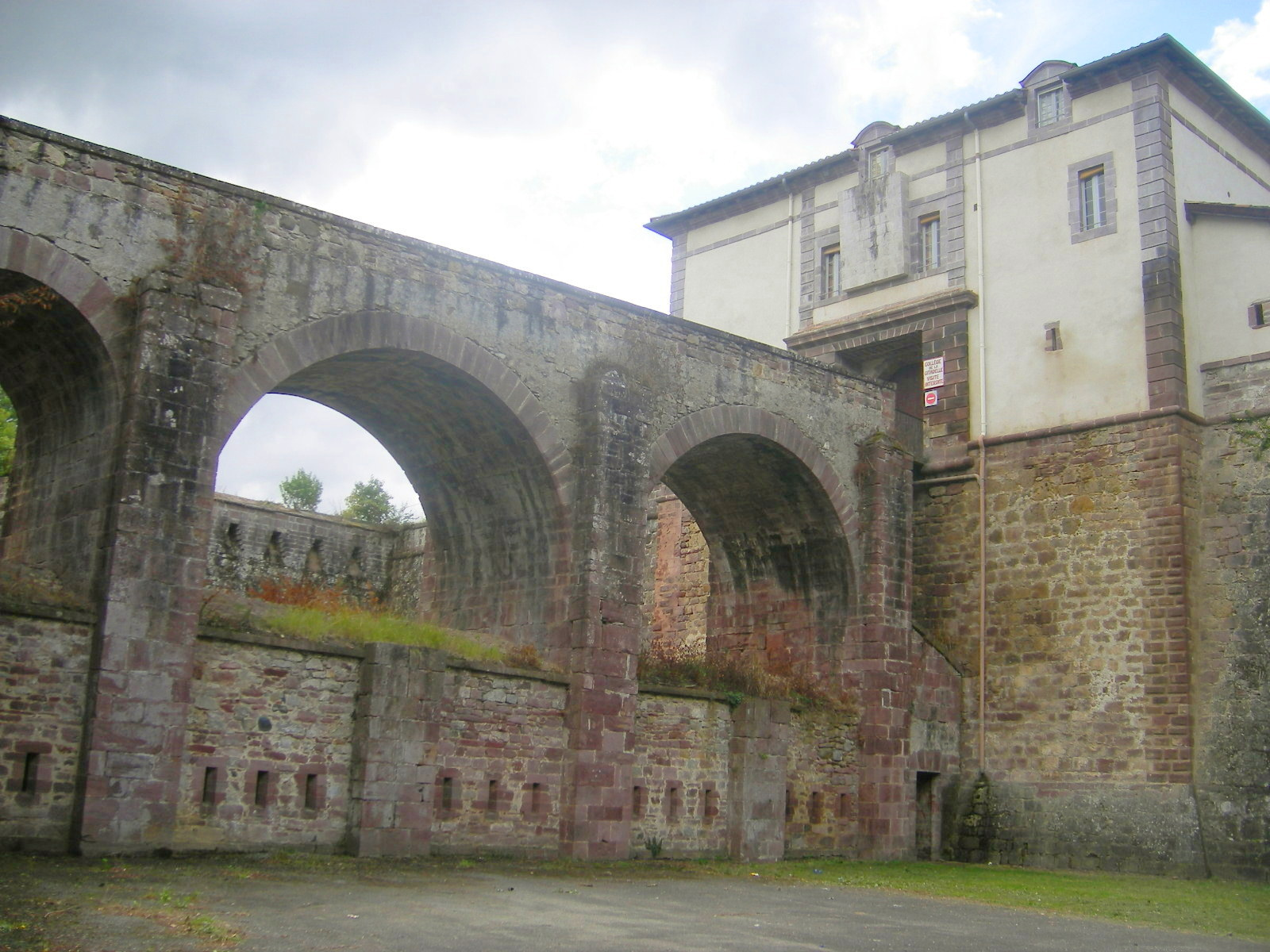
citadelle de Saint-Jean-Pied-de-Port.

Blessé en action, il fut reçu membre d'origine de la société des Cincinnati de France.
À son retour en France, devint, en mai 1783, gouverneur de Saint-Jean-Pied-de-Port. En 1788, il commande en Franche-Comté et s'oppose avec fermeté à une assemblée illégale des gentilshommes de cette province.

### Député auxÉtats généraux
Élu, le 30 mars 1789, député de la noblesse aux États généraux par le bailliage d'Angoulême, il proteste contre les réformes et l'abolition des titres nobiliaires, contre la violation du secret des lettres, particulièrement de celles qui lui sont adressées, prête, en 1790, le serment civique, sous le prétexte que la réaction peut changer la constitution qu'elle vient de donner, et signe les protestations de septembre 1791 contre les actes de l'assemblée.
À la Révolution française, le marquis Claude-Anne de Saint-Simon-Montbléru (1743-1819) prend la fuite en Espagne et ses propriétés (château Giscours dans le Médoc et château de la Faye à Deviat) sont saisies comme bien national.

### En Espagne

#### Légion catholique et royale des Pyrénées
Le marquis de Saint-Simon émigre, lève la légion catholique royale des Pyrénées et fait la campagne de 1792 dans l'armée des Princes.
Le 16 mai 1793, Charles IV le nomme maréchal de camp de ses armées. Il le charge de rassembler à Pampelune des émigrés désirant se battre. Il engage 600 fantassins et forme un escadron de hussards et prend leur commandement. Cette légion des Pyrénées (ou légion de Saint-Simon) est formée de nobles , gentilshommes et officiers, mais aussi de prisonniers de guerre, de déserteurs, de basques émigrés et également de quelques sous-officiers espagnols. 
Ces émigrés et déserteurs quand ils sont faits prisonniers sont exécutés 
L'unité ne participe à aucune opération importante au cours de l'année 1793. En décembre 1793, le gouvernement espagnol songe à envoyer la légion Saint-Simon au siège de Toulon, où Anglais et Espagnols avaient débarqué durant l'été.
Claude-Anne de Saint-Simon est employé sous les ordres du général Pedro Caro y Sureda. À l'affaire d'Irun, Saint-Simon reçoit une balle qui lui traverse le cou. Le 29 septembre 1793, il obtient le brevet de colonel de la légion royale des Pyrénées, et onze jours après le grade de lieutenant-général des armées d'Espagne . Sa légion combat dans les Pyrénées-Atlantiques et notamment :
- à Saint-Étienne-de-Baïgorry (26 avril 1794), avec de fortes pertes, dont 17 prisonniers guillotinés[11]
- dans les montagnes d’Arquinzun (10 juillet), fortes pertes (30 à 50 % de l’effectif)
- à Port-Bidassoa (24 juillet), fortes pertes en couvrant la retraite espagnole (dont 50 prisonniers)
- au siège de Pampelune (novembre).

En défendant la position d'Argenson, Saint-Simon est encore atteint d'une balle qui lui traverse la poitrine. Sa légion opère désormais au sein de l’armée espagnole de Navarre et est envoyée à l’arrière en 1795, puis est appelée Légion de la Reine après sa fusion avec le Royal-Roussillon.
En 1796, Saint-Simon est nommé commandant en second de l'armée de Navarre, et, le 20 avril 1796, colonel-commandant du régiment d’infanterie de Bourbon qu'il a ordre de former. Au mois de mai suivant, le roi d'Espagne l'élève au grade de capitaine-général de la Vieille-Castille d'Espagne.

#### Régiment de Bourbon
Créé en 1796 par le marquis de Saint-Simon, le régiment de Bourbon regroupe des survivants de la légion de la Reine (ex-légion de Panetier), du bataillon de la Frontière, et surtout de la légion royale des Pyrénées. Saint-Simon en est aussi le premier chef. Ce régiment opère au sein de l’armée espagnole, où il porte le nom exact de Regimiento de Infantería Borbón et a le nº 47 en 1796, puis en 1802 le nº 37. Ce régiment va exister au sein de l’armée espagnole, jusqu’en 1931, où il est intégré au  Regimiento de Cazadores de Alta Montaña Galicia nº 64. Mais dès 1814 il  est formé de soldats étrangers et des gardes Wallonnes. Du temps des émigrés français ses effectifs sont de 1 600 hommes en 1808. Il est en garnison à Ciudad Rodrigo (1797), puis à Majorque et se bat au siège de Gérone, qui chute le 9 décembre 1808, et où il perd 300 prisonniers et à la bataille de Rozas (1808).

### Fin de carrière

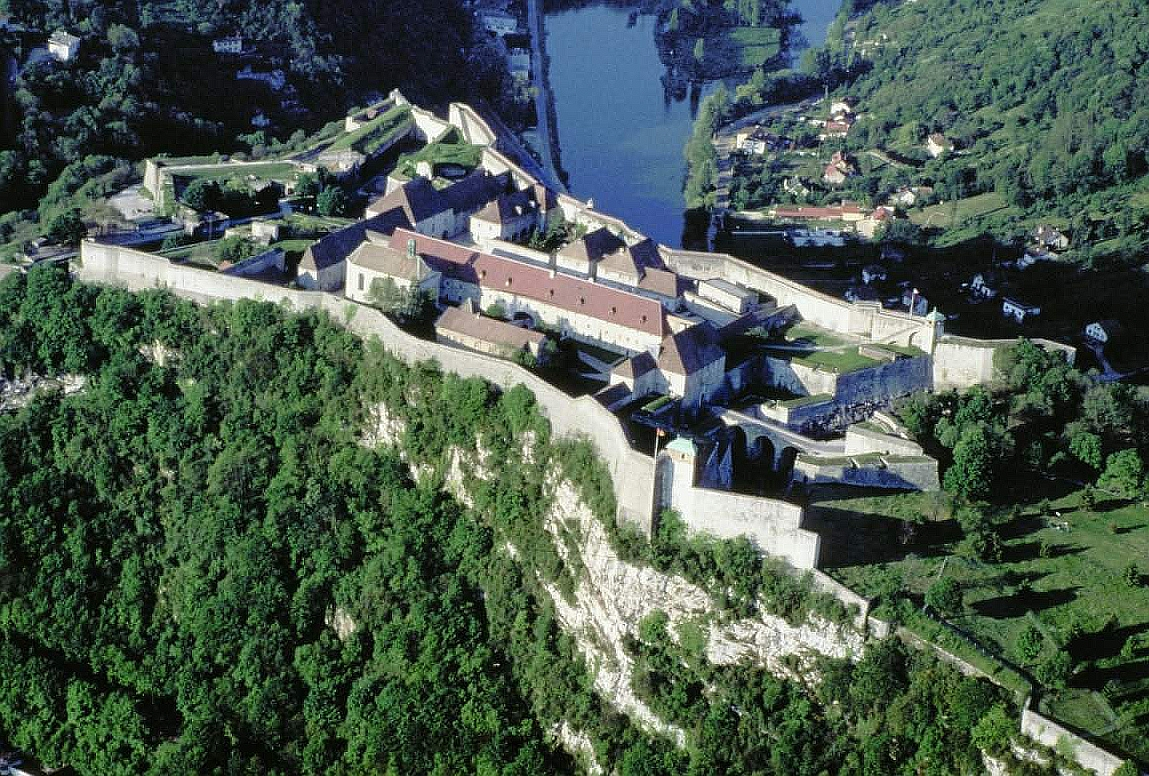
La citadelle de Besançon.

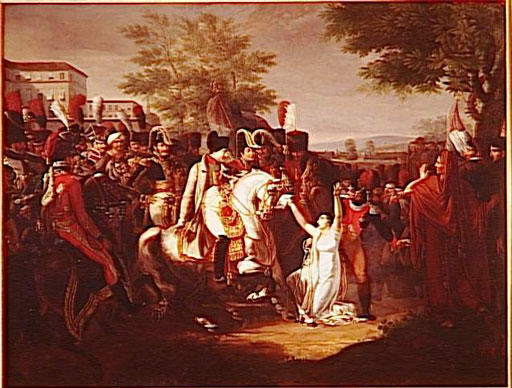
Clémence de Napoléon envers Mademoiselle de Saint-Simon (décembre 1808), Charles Lafont, 1810, Musée de l'Histoire de France (Versailles).

En 1801, le marquis de Saint-Simon commandait la division espagnole employée avec les troupes françaises contre le Portugal (guerre des Oranges) et fut rayé de la liste des émigrés. Il fut créé grand d'Espagne de la première classe par Charles IV le 13 septembre 1803,.
En 1808, il fut blessé à la tête des régiments de la garde à Madrid ; quand les Français se présentèrent devant la ville, il essaya de la défendre, fut fait prisonnier et condamné à mort par un conseil de guerre. Sa fille arracha sa grâce à l'Empereur: la peine fut commuée et Saint-Simon enfermé dans la citadelle de Besançon, où sa fille le rejoignit, compagne volontaire de sa prison. Il fut délivré par les Cosaques en 1814 et son jugement fut annulé par des lettres patentes de Louis XVIII, qui déclara en outre qu'il avait bien mérité par sa fidélité de la maison de Bourbon.
Il revint en Espagne lors de la restauration de Ferdinand VII d'Espagne qui l'éleva « à la double dignité » de duc et de capitán general (l'équivalent de maréchal de France) en octobre 1814. Il le nomma ensuite  colonel des gardes wallonnes. Saint Simon resta dès lors écarté des événements politiques,.